# St. Georg (Flussarm)
Der St.-Georgs-Arm (rumänisch Brațul Sfântu Gheorghe, bis 1993 Brațul Sfîntu Gheorghe) ist der südlichste Mündungsarm der Donau ins Schwarze Meer. Zusammen mit dem Chiliaarm und dem Sulinaarm bilden sie das Donaudelta.

## Beschreibung
Er ist stark mäandriert und für die Großschifffahrt nicht geeignet.

Veränderung des Donaudeltas seit der Antike

Auf den St.-Georgs-Arm entfällt 21,2 % der Wasserführung der Donau im Delta.
Fünf Gemeinden liegen am St.-Georgs-Arm: Nufăru, Beștepe, Mahmudia, Murighiol und, an der Mündung zum Schwarzen Meer, Sfântu Gheorghe.
Vier streng geschützte Naturschutzgebiete liegen im Gebiet dieser Gemeinden: der Brackwassersee Murighiol im Gebiet von Murighiol und der Erlenwald Erenciuc, der Belciug-See sowie das Vogelschutzreservat Sacalin-Zătoane im Gebiet von Sfântu Gheorghe (siehe Biosphärenreservat Donaudelta, Kernzone).

## Bildergalerie

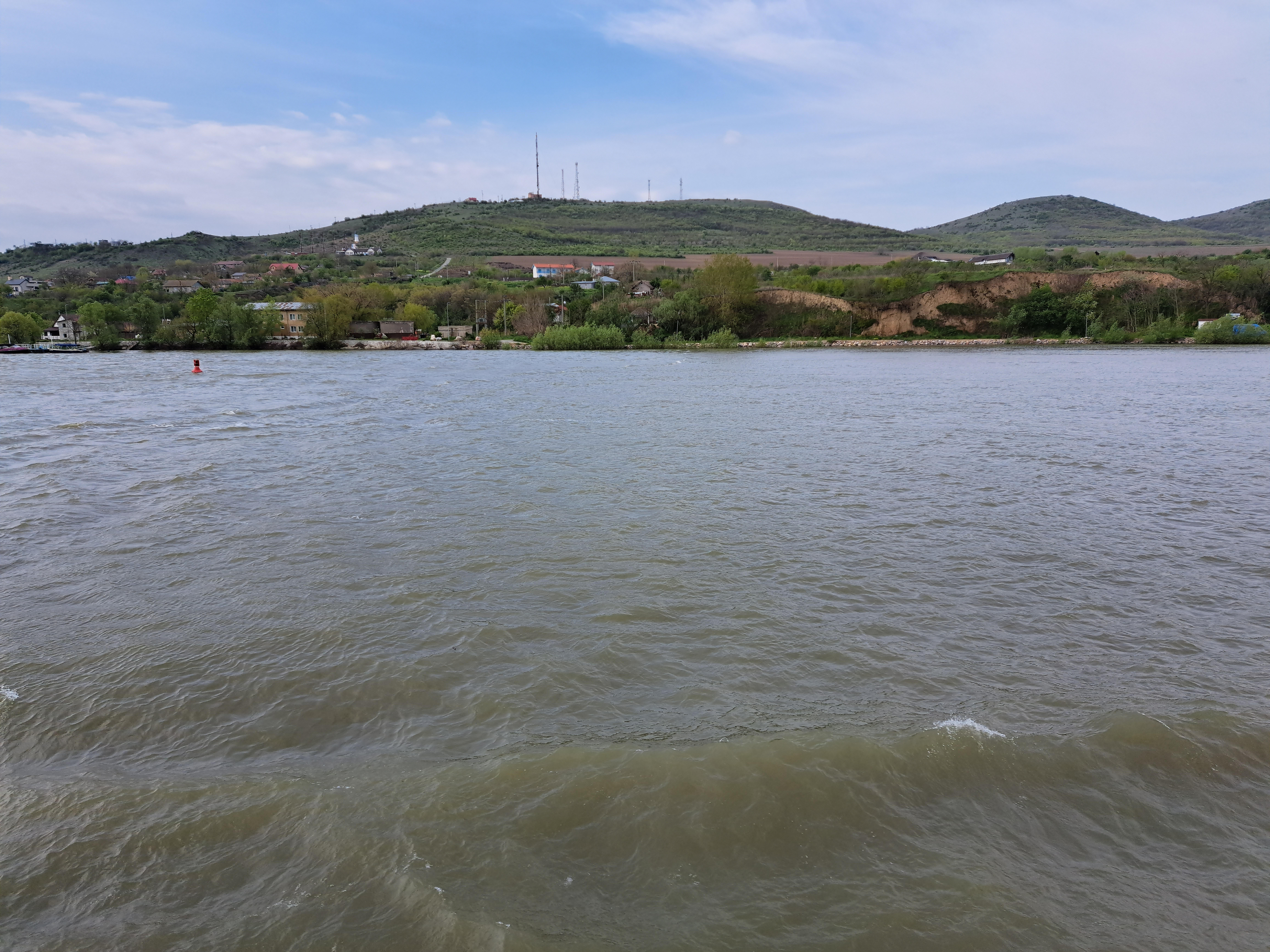
Ausläufer des Dobrudscha-Hügellandes bei Mahmudia
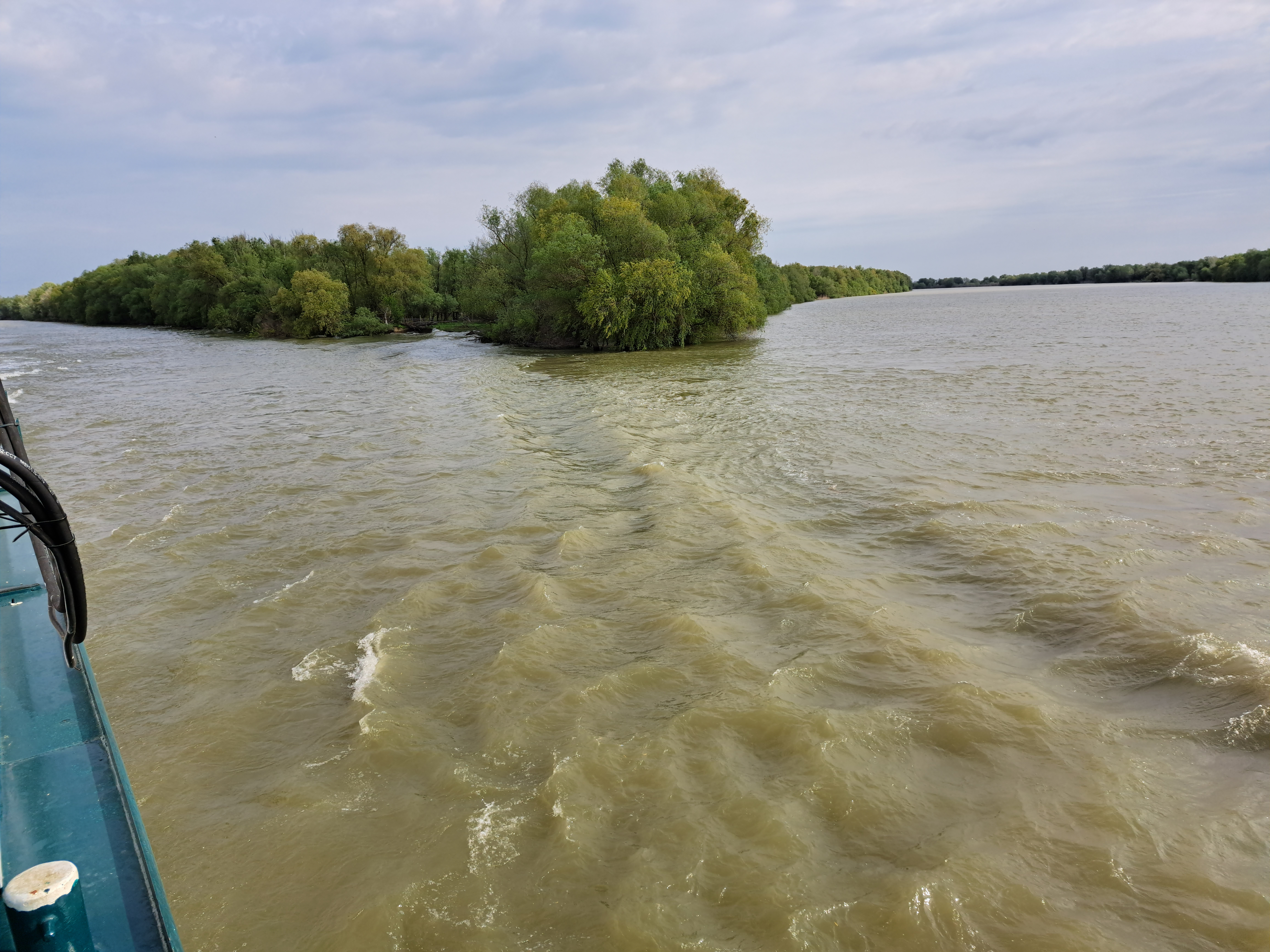
Fluss Mäander bei Murighiol
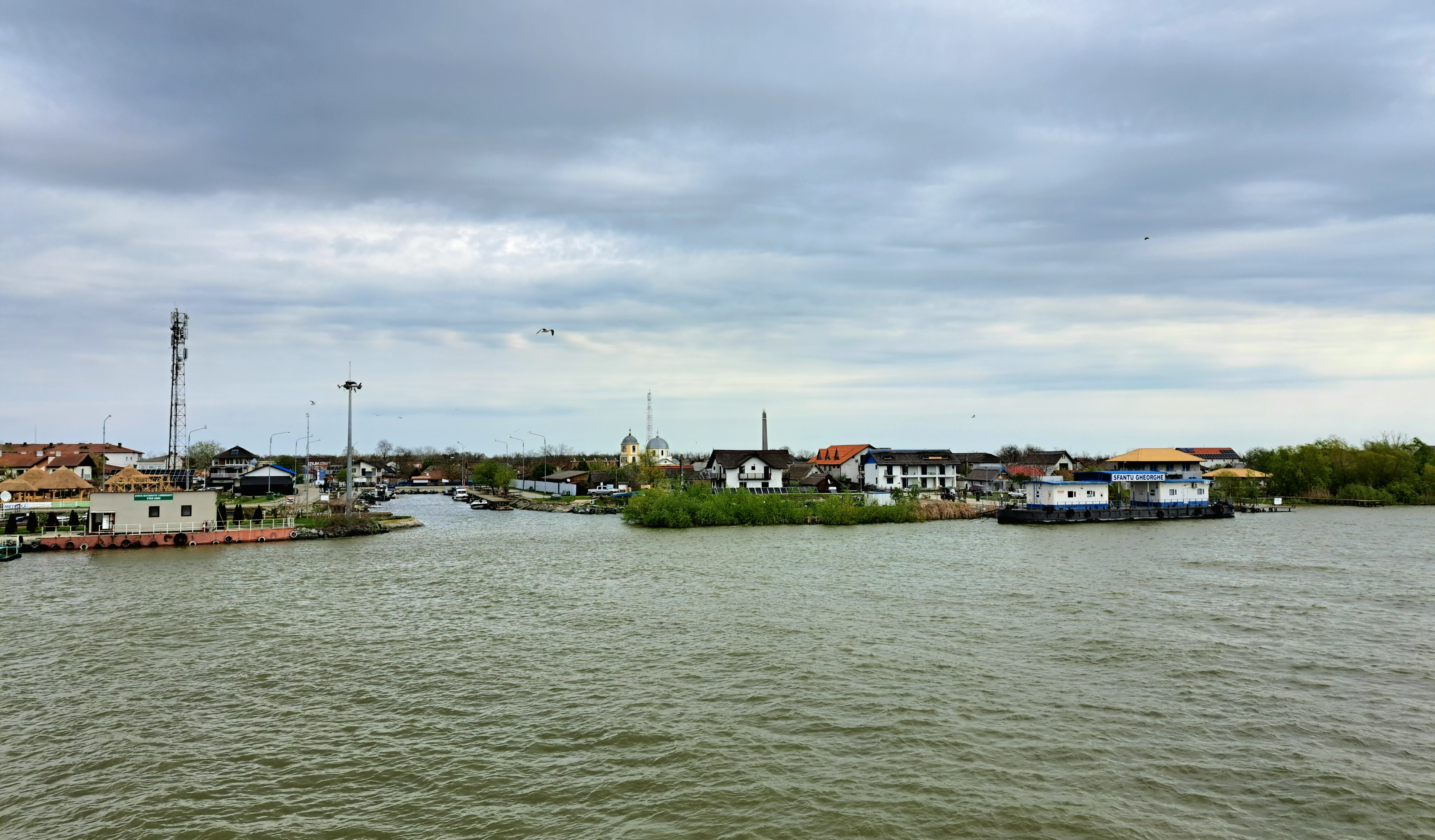
Anlegestelle im Ort Sfântu Gheorghe
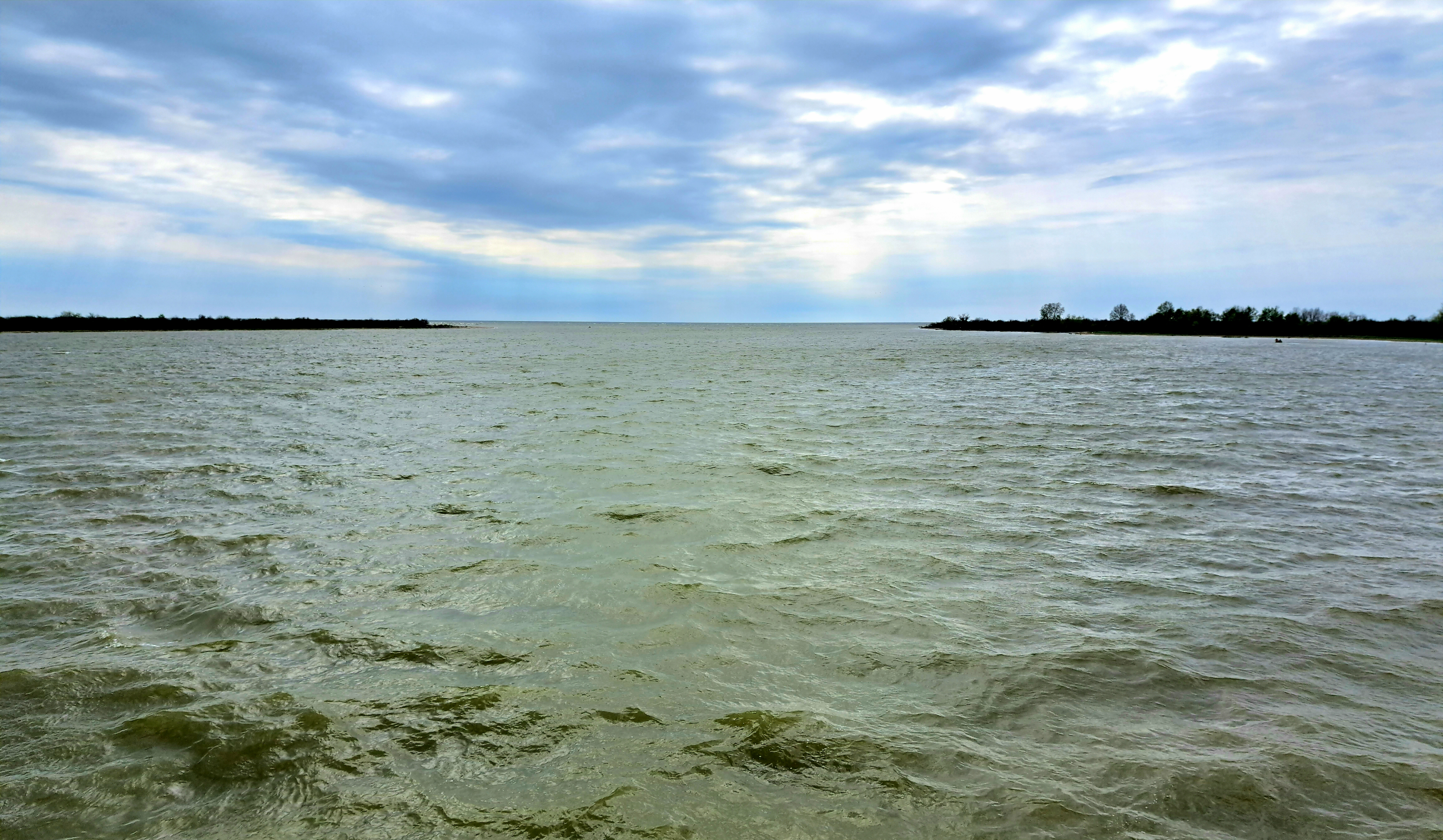
Mündung des Deltaarms ins Schwarze Meer